# Szürkedobozos tesztelés
A szürkedobozos tesztelés a fehérdobozos tesztelés és a feketedobozos tesztelés kombinációja. Ennek a tesztelésnek a célja a hibák felkutatása, amelyek az alkalmazások nem megfelelő felépítése vagy nem megfelelő használata miatt fordulnak elő. 

## Áttekintés
A feketedobozos tesztelő nincs tisztában a tesztelni kívánt alkalmazás belső felépítésével, míg a fehérdobozos tesztelő hozzáfér az alkalmazás belső felépítéséhez. A szürkedobozos tesztelő részben ismeri a belső struktúrát, amely hozzáférést ad a belső adatszerkezetek dokumentációjához, valamint az alkalmazott algoritmusokhoz.
A szürkedobozos tesztelőknek magas szintű és részletes, az alkalmazást leíró dokumentumokra van szükségük, amelyeket a tesztesetek meghatározásához gyűjtenek.

## Előnyei
A szürkedobozos tesztelés azért előnyös, mert a feketedobozos tesztelés egyszerű technikáját alkalmazza, és egyesíti a kóddal megcélzott rendszerekkel a fehérdobozos tesztelés során.
A szürkedobozos tesztelés a követelményteszt-esetek előállításán alapul, mivel megmutatja az összes feltételt a program tesztelése előtt az assertion metódus segítségével. Követelmény specifikáció nyelvet használnak, hogy megkönnyítsék a követelmények megértését és ellenőrizzék a helyességüket.

## Szürkedobozos tesztelési feltételezések az objektumorientált szoftverekről
Az objektumorientált szoftver elsősorban objektumokból áll; ahol az objektumok egyetlen oszthatatlan egységek, amelyek futtatható kóddal és/vagy adatokkal rendelkeznek. Az alábbiakban néhány feltételezést közlünk, amelyekre szüksége van az alkalmazásnak szürkedobozos teszteléshez.
- A módszerek aktiválása[6]
- Állapotjelentés a tesztelés alatt álló osztályban (CUT).
- Jelentés tesztelése elválaszthatatlan a tesztelés alatt álló osztálytól.[5]

## Példák
- Építészeti modell
- Egységes modellezési nyelv - UML tervezési modell
- Véges állapotú gép - állapotmodell.[7] [8]

## Technikák
Cem Kaner meghatározta, hogy a "szürkedobozos tesztelés bemenetek és kimenetek bevonásával jár, de a teszt tervezését a kódra vagy a program működésére vonatkozó információk tanítják, amelyek általában nem lennének láthatóak a tesztelőnek". A szürkedobozos tesztelési technikák a következők:
- Mátrix tesztelés: megadja a projekt állapotjelentését.
- Regressziós teszt: a teszteket újra kell futtatni ha változások történtek
- Minta tesztelése: ellenőrizze a jó alkalmazást annak tervezésére, architektúrájára és mintáira.
- Ortogonális tömbvizsgálat : az összes lehetséges kombináció részhalmazaként használják.[10]

## Hatások

### Pozitív hatások
- Kombinált előnyöket kínál: Mivel a szürkedobozos tesztelés a fehérdobozos és a feketedobozos tesztek kombinációja, mindkét tesztelésből előnyt szerez.
- Nem tolakodó: Funkcionális specifikáción, építészeti nézeten alapszik, míg nem a forráskódon vagy a bináris fájlokon, amik szintén invazívvá teszi.
- Intelligens tesztkészítés: A szürkedobozos tesztelő intelligens teszt eseteket kezel, például adattípus-kezelést, kommunikációs protokollt, kivételkezelést .
- Elfogulatlan tesztelés: A fenti előnyök és funkciók ellenére a szürkedobozos tesztelés megőrzi a tesztelés határait a tesztelő és a fejlesztő között.[11]

### Negatív hatások
- Részleges kód lefedettség: A szürkedobozos tesztelésnél hiányoznak a forráskódok vagy a bináris fájlok, mivel az alkalmazások belsejéhez vagy struktúrájához való hozzáférés korlátozott, ami korlátozott hozzáférést eredményez a kód útjának az eléréséhez.
- Hibák azonosítása: Az elosztott alkalmazásokban nehéz társítani a hibák azonosítását. Ennek ellenére a szürkedobozos tesztelés megkönnyíti annak megállapítását, hogy ezek a rendszerek mennyire megfelelően dobnak kivételeket és mennyire jól vannak ezek a kivételek kezelve az elosztott rendszereknél ahol webes szolgáltatási környezet található.[11] [12]

## Alkalmazások
- A szürkedobozos tesztelés jól alkalmazható webes alkalmazásokhoz. A webalkalmazások elosztott hálózattal vagy rendszerekkel rendelkeznek; forráskód vagy bináris fájlok hiánya miatt nem lehet használni a fehérdobozos tesztelést.A feketedobozos tesztelés szintén nem használatos az ügyfél és a fejlesztő közötti szerződés miatt, ezért hatékonyabb a szürkedobozos tesztelés használata, mivel jelentős információk állnak rendelkezésre a Web Services Description Language (WSDL) nyelven.[13]
- A szürkedobozos tesztelés alkalmas funkcionális vagy üzleti tartomány tesztelésére. A funkcionális tesztelés alapvetően a felhasználói interakciók tesztje lehet külső rendszerekkel. A szürkedobozos tesztelés jellemzői miatt jól alkalmazható funkcionális tesztelésre; azt is segíti megerősíteni, hogy a szoftver megfelel-e a szoftverre meghatározott követelményeknek.[14] [15] [16] [17]

A webszolgáltatások elosztott jellege lehetővé teszi a szürkedobozos tesztelésnek a szolgáltatások-orientált architektúrán (SOA) belüli hibák felderítését. Mint tudjuk, a fehérdobozos tesztelés nem alkalmas a webszolgáltatások számára, mivel közvetlenül a belső struktúrákkal foglalkozik. A fehérdobozos tesztelés használható állapot leíró metódusokhoz; például üzenetmutáció, amely generálja a nagy tömbök automatikus tesztjeit, hogy segítse a kivételkezelés állapotait, forráskód vagy bináris fájlok nélkül. Egy ilyen stratégia hasznos ahhoz, hogy a szürkedobozos tesztelés közelebb kerüljön a fehérdobozos tesztelés eredményeihez.

## Fordítás
Ez a szócikk részben vagy egészben  a   Gray box testing című angol Wikipédia-szócikk ezen változatának fordításán alapul.  Az eredeti cikk szerkesztőit annak laptörténete sorolja fel. Ez a jelzés csupán a megfogalmazás eredetét és a szerzői jogokat jelzi, nem szolgál a cikkben szereplő információk forrásmegjelöléseként.